# NGC 5302
NGC 5302 (другие обозначения — ESO 445-43, MCG -5-33-18, PGC 49007) — галактика в созвездии Центавр.
Этот объект входит в число перечисленных в оригинальной редакции «Нового общего каталога».